# Hasarius
Hasarius Simon, 1871 è un genere di ragni appartenente alla Famiglia Salticidae.

## Distribuzione
Le 29 specie oggi note rendono questo genere a diffusione cosmopolita.
In Italia è stata reperita una sola specie di questo genere, la H. adansoni

## Tassonomia
Questo genere ha subito vari rimaneggiamenti: è considerato un sinonimo anteriore di Jacobia Schmidt, 1956 per uno studio sulla specie tipo Jacobia brauni Schmidt, 1956 da parte degli aracnologi Clark & Benoit del 1977; è anche sinonimo anteriore di Tachyskarthmos Hogg, 1922 a seguito di uno studio di Prószynski del 1984 e di Zabka del 1985.
Inoltre sinonimo anteriore di Vitioides Marples, 1989 (nome cambiato da Marples stesso in sostituzione di Vitia Marples, 1957 in quanto occupato precedentemente da un altro genere) da uno studio di Prószynski del 1990.
Infine non è un sinonimo anteriore di Rhondes Simon, 1901 a seguito di uno studio di Maddison, Bodner & Needham del 2008, contra un altro studio di Zabka del 1988.

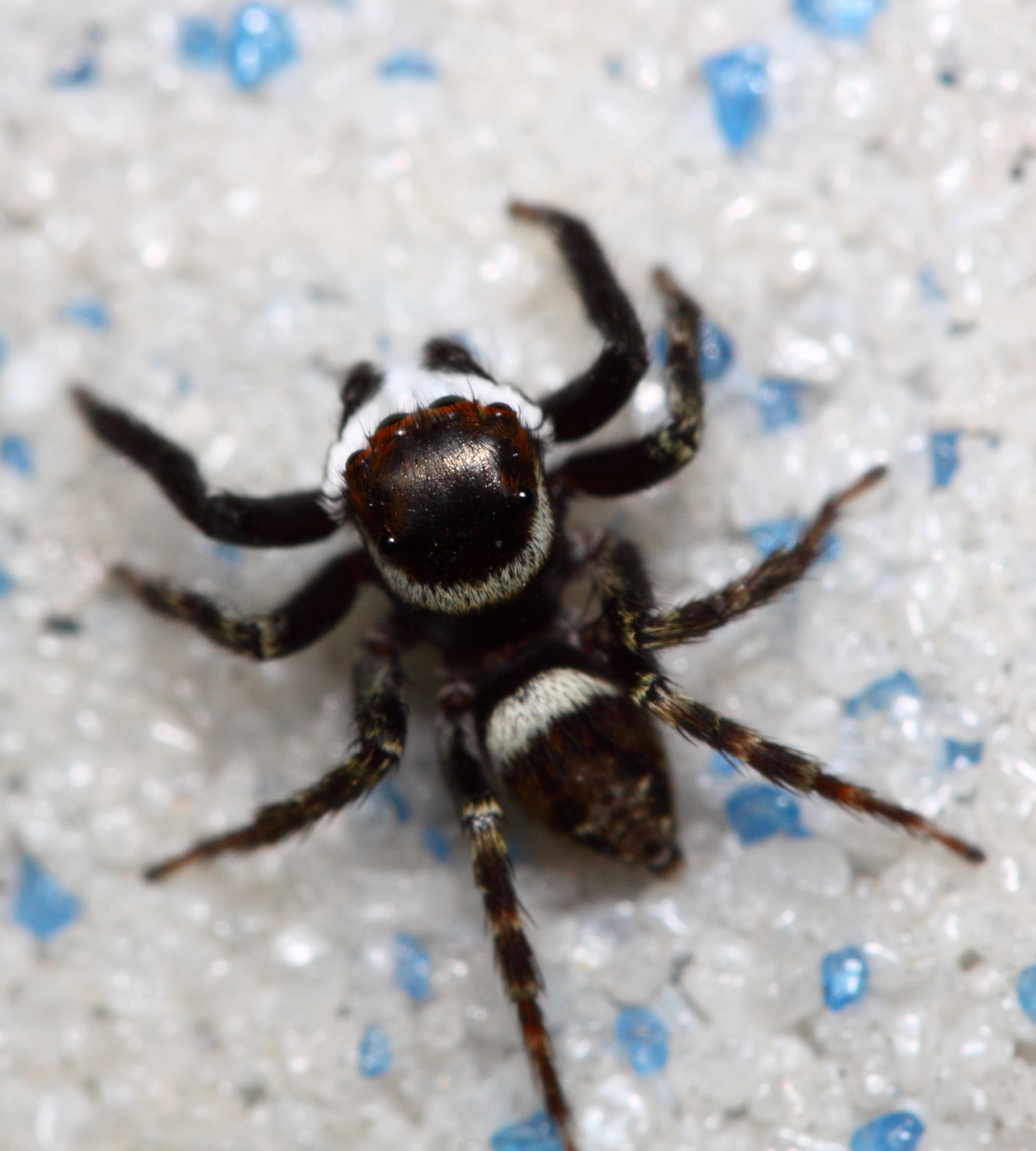
Hasarius adansoni, maschio

A dicembre 2010, si compone di 29 specie:
- Hasarius adansoni (Audouin, 1826)[3] — cosmopolita (presente in Italia)
- Hasarius bellicosus Peckham & Peckham, 1896 — Guatemala
- Hasarius berlandi Lessert, 1925 — Africa orientale
- Hasarius biprocessiger Lessert, 1927 — Congo
- Hasarius bisetatus Franganillo, 1930 — Cuba
- Hasarius cheliceroides Borowiec & Wesolowska, 2002 — Camerun
- Hasarius dactyloides (Xie, Peng & Kim, 1993) — Cina
- Hasarius egaenus Thorell, 1895 — Birmania
- Hasarius glaucus Hogg, 1915 — Nuova Guinea
- Hasarius inhonestus Keyserling, 1881 — Nuovo Galles del Sud
- Hasarius insignis Simon, 1886 — Isole Comore
- Hasarius insularis Wesolowska & van Harten, 2002 — Socotra
- Hasarius kulczynskii Zabka, 1985 — Vietnam
- Hasarius kweilinensis (Prószynski, 1992) — Cina
- Hasarius lisei Bauab & Soares, 1982 — Brasile
- Hasarius mahensis Wanless, 1984 — Isole Seychelles
- Hasarius mccooki Thorell, 1892 — Giava
- Hasarius mulciber Keyserling, 1881 — Queensland
- Hasarius obscurus Keyserling, 1881 — Nuovo Galles del Sud
- Hasarius orientalis (Zabka, 1985) — Vietnam
- Hasarius pauciaculeis Caporiacco, 1941 — Etiopia
- Hasarius peckhami Petrunkevitch, 1914 — Dominica
- Hasarius roeweri Lessert, 1925 — Africa orientale
- Hasarius rufociliatus Simon, 1898 — Isole Seychelles
- Hasarius rusticus Thorell, 1887 — Birmania
- Hasarius sobarus Thorell, 1892 — Sumatra
- Hasarius testaceus (Thorell, 1877) — Celebes
- Hasarius trivialis (Thorell, 1877) — Celebes
- Hasarius tropicus Jastrzebski, 2010 — Bhutan

### Specie trasferite

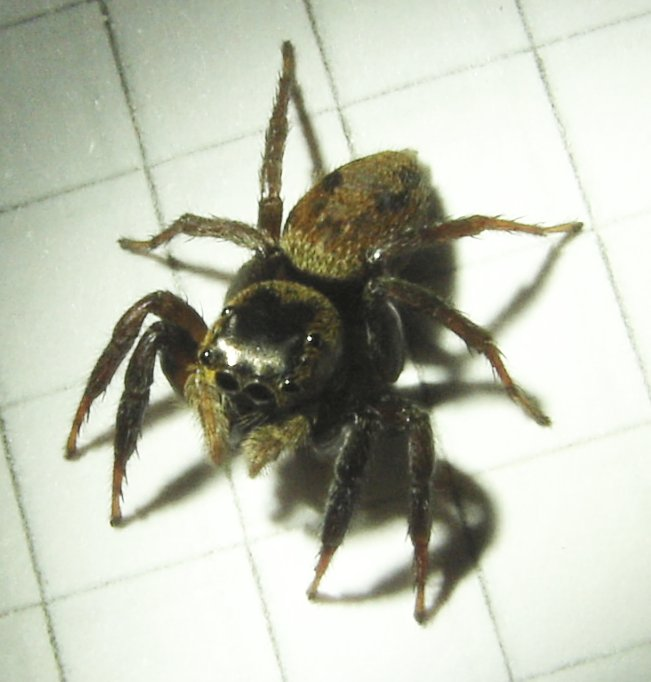
Hasarius adansoni, femmina

Finora da questo genere sono state trasferite altrove ben 14 specie:
- Hasarius coelestis Karsch, 1880; trasferita al genere Thiania
- Hasarius crinitus Karsch, 1879; trasferita al genere Carrhotus
- Hasarius crucifer Dönitz & Strand, 1906; trasferita al genere Phintella
- Hasarius dispalans Thorell, 1892; trasferita al genere Cytaea
- Hasarius doenitzi Karsch, 1879; trasferita al genere Plexippoides
- Hasarius fulvus L. Koch, 1878; trasferita al genere Menemerus
- Hasarius lamperti (Bösenberg & Strand, 1906); trasferita al genere Evarcha
- Hasarius patagiatus (O. P.-Cambridge, 1872); trasferita al genere Evarcha
- Hasarius punctiventer Karsch, 1881; trasferita al genere Thiene
- Hasarius neocaledonicus (Simon, 1889); trasferita al genere Rhondes
- Hasarius simonis Thorell, 1891; trasferita al genere Evarcha
- Hasarius varicans (Thorell, 1881); trasferita al genere Zenodorus
- Hasarius villosus Keyserling, 1881; trasferita al genere Servaea
- Hasarius vittatus Keyserling, 1881; trasferita al genere Lycidas

### Nomina dubia

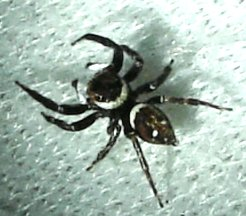
Hasarius adansoni, maschio

- Hasarius arcigerus Karsch, 1891; gli esemplari, reperiti nello Sri Lanka, a seguito di uno studio dell'aracnologo Roewer sono da ritenersi nomina dubia[1].
- Hasarius elisabethae Thorell, 1890; gli esemplari, reperiti nell'isola di Sumatra, a seguito di uno studio dell'aracnologo Roewer sono da ritenersi nomina dubia[1].
- Hasarius inhebes Karsch, 1879; gli esemplari, reperiti nell'Africa occidentale, a seguito di uno studio dell'aracnologo Roewer sono da ritenersi nomina dubia[1].
- Hasarius kjellerupi Thorell, 1891; gli esemplari, reperiti nelle isole Nicobare, a seguito di uno studio dell'aracnologo Roewer sono da ritenersi nomina dubia[1].
- Hasarius scylax Thorell, 1892; gli esemplari, reperiti nell'isola di Sumatra, a seguito di uno studio dell'aracnologo Roewer sono da ritenersi nomina dubia[1].
- Hasarius sulfuratus Thorell, 1891; gli esemplari, reperiti nelle isole Nicobare, a seguito di uno studio dell'aracnologo Roewer sono da ritenersi nomina dubia[1].
- Hasarius workmanii Thorell, 1892; gli esemplari, reperiti in India, a seguito di uno studio dell'aracnologo Roewer sono da ritenersi nomina dubia[1].